# Jacques Berthelot (homme politique)
Pour les articles homonymes, voir Jacques Berthelot et Berthelot.
Jacques Berthelot, né le 25 mai 1946 à Nantes et mort le 27 juin 2024 à Plougonvelin (Finistère), est un homme politique français. Ce professeur agrégé de mathématiques est maire de Brest de 1983 à 1985. Il est le dernier maire de droite à avoir été élu à Brest.

## Biographie
Jacques Berthelot est né à Nantes le 25 mai 1946 dans le département qui était alors nommé Loire-Inférieure (actuelle Loire-Atlantique). Agrégé de mathématiques, il a exercé comme professeur à l’École navale. Il est le gendre de Charles Le Goasguen, compagnon de la Libération, député de Brest de 1962 à 1967.
Il meurt dans la nuit du 27 au 28 juin 2024 à Plougonvelin (Finistère).

### Carrière politique
Jacques Berthelot commence sa carrière politique en 1982 en se présentant aux cantonales mais il n'est pas élu. La mort de Francis Le Blé entraîne une élection municipale partielle au cours de laquelle il est élu conseiller municipal face à la veuve de Francis Le Blé.
Il est élu maire de Brest face Pierre Maille le 13 mars 1983 avec 600 voix d'avance. À la suite de querelles entre les membres RPR et ceux de UDF, il annonce sa démission le 4 juillet 1985. Il devient ensuite conseiller général du canton de Brest-Cavale-Blanche-Bohars-Guilers en 1985 et le reste jusqu'en 1998.
Parmi les actions menées durant sa mandature à la tête de Brest, en novembre 1983, il a notamment rompu le contrat d'amitié établi par Francis Le Blé entre sa ville et celle de Tallinn (alors en l'URSS) et annule aussi une exposition consacrée à l'Estonie (alors soviétique) pour dénoncer la présence permanente des navires-espions soviétiques au large de l'Île Longue et le refus de laisser enquêter Amnesty International sur les droits de l'homme.

## Mandats et fonctions
- Maire de Brest 1983-1985
- Conseiller régional du canton de Brest-Cavale-Blanche-Bohars-Guilers 1985 à 1998